# Thalaina clara
Thalaina clara är en fjärilsart som beskrevs av Walker 1855. Thalaina clara ingår i släktet Thalaina och familjen mätare. Inga underarter finns listade i Catalogue of Life.

## Bildgalleri

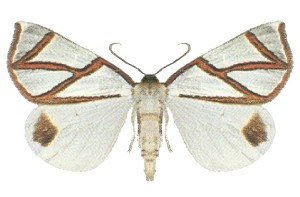
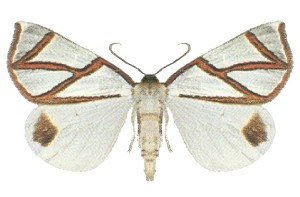